# Anita Fleckl
Anita Fleckl (* 16. Mai 1967 in Rottenmann) ist eine österreichische Politikerin (SPÖ). Fleckl war zwischen 2002 und 2008 Abgeordnete zum Österreichischen Nationalrat.

## Ausbildung und Beruf
Anita Fleckl besuchte zwischen 1973 und 1978 die Volksschule in Unterburg und zwischen 1978 und 1982 die Hauptschule in Stainach. Danach absolvierte Fleckl bis 1985 die Handelsschule.
Nach ihrer Ausbildung wechselte Fleckl häufig ihre Arbeitsstelle. So arbeitete sie für eine Druckerei (1985–1986), die Steiermärkische Sparkasse Irdning (1986), am Hotel Unterwirt in Tirol (1986–1987), bei der Druckerei Steinmetz (1987–1988), am Schloss Trautenfels (1988–1989) und bei Mercedes (1989–1990). Nach ihrer Karenzzeit (1990–1992) wechselte sie ans Parlament und war zwischen 1992 und 2002 parlamentarische Mitarbeiterin, wo sie die Abgeordneten Hannelore Buder, Brunhilde Plank und Josef Horn betreute.

## Politische Laufbahn
Anita Fleckl ist seit 2002 Mitglied des Bezirksparteivorstandes, Mitglied des Bezirksparteipräsidiums und Bezirksparteivorsitzender-Stellvertreterin der SPÖ Liezen. Anita Fleckl ist zudem stark in den Frauenorganisationen der SPÖ engagiert. Seit 2002 ist sie Mitglied des Landes-Frauenkomitees der SPÖ Steiermark und trat 2003 trat dem Bezirksfrauenausschuss der SPÖ Liezen bei. Seit 2004 ist sie Bezirksfrauenvorsitzende der SPÖ Liezen. Des Weiteren ist sie Mitglied des Landesparteivorstandes der SPÖ Steiermark (seit 2004) und Mitglied des Landesparteipräsidiums der SPÖ Steiermark (seit 2004). 
Fleckl gehörte vom 20. Dezember 2002 bis September 2008 dem Nationalrat an und hatte ein Mandat des Landeswahlkreises 6 (Steiermark) inne. Sie vertrat die SPÖ in der XXIII. Gesetzgebungsperiode in den Ausschüssen Konsumentenschutz, Landesverteidigung, Tourismus und Verkehr. Im Dezember 2007 folgte sie Kurt Eder als Verkehrssprecherin des Parlamentsklubs nach. 2008 schied Fleckl aus persönlichen Gründen freiwillig aus dem Amt.

## Privates
Anita Fleckl ist verheiratet und hat zwei Söhne.